# Мауро Пикото
Мауро Пикото (итал. Mauro Picotto; Кавур, 25. децембар 1966) је један од најпопуларнијих италијанских тренс ди-џејева.

## Дискографија

### Албуми
- The Album, The Double Album, The Triple Album (Special Edition) (2000)
- The Others (2002)
- Live in Ibiza (2002)
- Superclub (2006)

### Синглови
- My House/Bakerloo Symphony (1996)
- Angel's Symphony (1996)
- Lizard (1998) (1999)
- Lizard (Gonna Get You) (1999)
- Iguana (1999)
- Pulsar (1999)
- Komodo (2000)
- Bug/Eclectic (2000)
- Come Together (2000)
- Pegasus (2000)
- Proximus (2000)
- Like This Like That (2001)
- Back to Cali (2002)
- Pulsar 2002 (2002)